# Atractia lucida
Atractia lucida är en tvåvingeart som beskrevs av Hermann 1912. Atractia lucida ingår i släktet Atractia och familjen rovflugor. Inga underarter finns listade i Catalogue of Life.